# Robert Carlin (homme politique)
Pour les articles homonymes, voir Robert Carlin et Carlin (homonymie).
Robert Hugh Carlin (né le 10 février 1901 à Buckingham et mort le 22 octobre 1991 à Sudbury) est un homme politique canadien.

## Biographie
Né à Buckingham dans la région de Gatineau au Québec, Carlin déménage à Cobalt en Ontario pour travailler dans les mines d'argent. Il se joint alors à la Western Federation of Miners (en) en tant que délégué syndical et sera impliqué dans la grève de 1919. Plus tard, il travaille pour Tuck Hughes à Kirkland Lake, mais il est congédié en 1940 avec 36 autres mineurs. Il continue alors en tant qu'organisateur syndical entre autres des moyens de pression contre Teck Hughes en 1941.

### Carrière politique
S'établissant à Sudbury, il devient député provincial pour le Co-operative Commonwealth Federation en 1943.
Réélu en 1945, la direction du CCF décide de purger le parti des membres suspectés d'avoir des influences communistes. Ces purges visaient particulièrement les membres issus de la centrale syndicale Mine Mill Local 598 (en) dont était membre Carlin. David Lewis du CCF national et Charles Millard du Congrès canadien du travail visèrent particulièrement l'association CCF de Sudbury dont il s'avérera que très peu de membres étaient sympathisants communistes.
Néanmoins, Carlin demeure fidèle à la Mine Mill et mit le syndicat en conflit avec les directions du CCF de Toronto et Ottawa. Le chef ontarien du CCF, Ted Jolliffe, Charles Millard et David Lewis n'ont jamais accusé directement Carlin d'être un communiste, mais de ne pas s'être occupé de la perception d'avoir été infiltré. Préférant être loyal à la centrale syndicale plutôt qu'au CCF, il est expulsé du caucus du CCF en avril 1948. Lors des élections ontariennes de 1948, il se présente à titre de candidat indépendant et termine second par une faible marge. Il se dissocie du CCF et du Nouveau Parti démocratique qui lui succédera durant plusieurs années.
Candidat Fermier-travailliste durant les élections fédérales de 1949 dans Sudbury, il est défait par le libéral Léo Gauthier (en), mais termine devant le candidat CCF Willard Evoy.
En mai 1978, il obtient un doctorat honorifique de l'Université Laurentienne. Carlin meurt à Sudbury en 1991 à l'âge de 90 ans.